# Моккет (железнодорожная станция)
Моккет — железнодорожная станция 5 класса Мурманского региона Октябрьской железной дороги на 93 километре линии Кола — Никель-Мурманский.

## География
Участок: Кола (перев.) — Никель-Мурманский
Расстояние до узловых станций (в километрах): Кандалакша — 355, Кола (перев.) — 93, Мурманск — 103.
Соседние станции (ТР4): 017437 90 км, 017463 101 км

## Деятельность
Коммерческие операции, выполняемые на станции:
- Продажа пассажирских билетов
- Прием, выдача багажа